# Мали-Буковець
Мали-Буковець (пол. Mały Bukowiec, нім. Klein Bukowitz) — село в Польщі, у гміні Зблево Староґардського повіту Поморського воєводства.
Населення — 88 осіб (2011).
У 1975-1998 роках село належало до Гданського воєводства.

## Демографія
Демографічна структура станом на 31 березня 2011 року:
|          | Загалом | Допрацездатний вік | Працездатний вік | Постпрацездатний вік |
| -------- | ------- | ------------------ | ---------------- | -------------------- |
| Чоловіки | 49      | 7                  | 33               | 9                    |
| Жінки    | 39      | 7                  | 19               | 13                   |
| Разом    | 88      | 14                 | 52               | 22                   |